# الگاسیمو بالده
الگاسیمو بالده (انگلیسی: Algassimou Baldé؛ زادهٔ ۱۱ اکتبر ۱۹۸۴) بازیکن فوتبال اهل گینه بود.
از باشگاه‌هایی که در آن بازی کرده است می‌توان به باشگاه فوتبال راسینگ فرانسه، باشگاه فوتبال کن، و باشگاه فوتبال آنژه اشاره کرد.
وی همچنین در تیم ملی فوتبال گینه بازی کرده است.